# Die Dämonischen
Die Dämonischen (auch: Invasion der Körperfresser; Originaltitel: Invasion of the Body Snatchers) ist ein in Schwarzweiß gedrehter US-amerikanischer Science-Fiction-Film von Don Siegel aus dem Jahr 1956. Er basiert auf dem Roman Die Körperfresser kommen (The Body Snatchers) von Jack Finney und gilt, nach anfangs nur spärlichem Presseecho, heute als einer der wichtigsten Vertreter seines Genres der 1950er Jahre.
Der Film handelt von einer außerirdischen Invasion, bei der die Bewohner einer kalifornischen Stadt durch äußerlich identische, aber gefühllose Doppelgänger ersetzt werden; ein ortsansässiger Arzt versucht die Invasion aufzuhalten.

## Handlung
Dr. Hill, Psychiater an einer staatlichen Heilanstalt, wird mitten in der Nacht zur Notaufnahme eines Krankenhauses gerufen. Dort wird ein sichtlich aufgewühlter Mann festgehalten, der die Anwesenden vor der Gefahr warnen will, der er gerade entkommen sei. Wenn nicht unverzüglich die Aufsichtsbehörden verständigt würden, wäre es zu spät. Dr. Hill ist bereit, den Patienten anzuhören. Der Mann, ein Arzt namens Miles Bennell, schildert Hill die Ereignisse der vergangenen Tage:
Aufgrund eines Notrufs seiner Arzthelferin Sally bricht der Arzt Miles Bennell seinen Aufenthalt auf einem medizinischen Kongress ab und reist zurück in seine Heimatstadt, das kalifornische Santa Mira. Dort angekommen, berichtet ihm Sally, in den vergangenen zwei Wochen hätten sich die Anrufe von Einwohnern gehäuft, die Bennell dringend hätten sprechen wollen, aber ohne den Grund ihres Anrufs mitzuteilen. Bennells Jugendfreundin Becky Driscoll betritt die Praxis und erzählt, dass ihre Kusine Wilma ihren Onkel Ira nicht wiedererkennt. Wilma insistiert, der jetzige Ira würde ihrem Onkel zwar äußerlich gleichen, aber er wäre nur jemand, der vorgibt, ihr Verwandter zu sein. Der nächste Patient ist der kleine Jimmy Grimaldi. Jimmy will nicht nach Hause zurückkehren, weil die Frau, die ihn dort erwartet, nicht mehr seine Mutter sei.
Bennell und Becky gehen miteinander aus. Unterwegs treffen sie Bennells Arztkollegen Pursey und Dan Kauffman, den Psychiater des Ortes. Auch sie wurden mit Berichten von einander entfremdeten Verwandten konfrontiert. Kauffman hält das Phänomen für eine Massenhysterie. Im Lokal, in dem Bennell und Becky eingekehrt sind, erhält Bennell einen Notruf von seinem Freund Jack Belicec. Bennell fährt zu Belicec, der ihm einen leblosen Körper, den er in seinem Haus gefunden hat, zeigt. Der Körper wirkt wie eine Kopie von Jack, deren Gesicht aber noch nicht vollends ausgebildet ist und deren Finger keine individuellen Abdrücke hinterlassen. Bennell rät Jack und dessen Frau Teddy, den Körper zu beobachten, dann bringt er Becky heim. Obwohl es mitten in der Nacht ist, kommt bei ihrem Eintreffen Beckys Vater aus dem Keller, wo er angeblich etwas zu erledigen hatte.
In der Nacht sieht Teddy, wie Jacks Doppelgänger seine Augen öffnet; auch hat er eine Wunde an der Handfläche, wo Jack sich zuvor geschnitten hatte. Jack und Teddy fahren zu Bennell, der eine schlimme Vorahnung hat und zu Becky eilt. Im Keller findet er einen Körper, der Becky ähnelt. Er bringt Becky aus dem Haus, holt Jack und Teddy unterwegs ab und fährt mit ihnen zu Jacks Wohnung. Jacks Doppelgänger ist jedoch verschwunden. Der hinzugerufene Psychiater Kauffman versucht, das Geschehen rational zu erklären. Weil im Haus der Driscolls auch Beckys Duplikat verschwunden ist, glaubt Kauffman an eine Halluzination Bennells. Von der Polizei erfahren sie, dass die Leiche eines Verbrechers mit weggeätzten Fingerkuppen auf einem Feld gefunden wurde. Bennell und Jack geben fürs Erste auf.
Am nächsten Tag spricht Wilma Bennell an und erklärt, ihr Misstrauen in Bezug auf ihren Onkel sei verschwunden, sie bräuchte keine ärztliche Hilfe mehr. In seiner Praxis erwarten ihn Jimmy Grimaldi und seine Mutter, die sich wieder ausgezeichnet verstehen. Bennell wird misstrauisch und spekuliert, ob man ihm etwas vormacht. Abends entdecken er, Becky, Jack und Teddy in Jacks Garten riesige Schoten, die menschliche Körper enthalten, die den vier ähneln. Bennell schließt daraus, dass auf diese Weise Personen durch Doppelgänger ersetzt werden; dies geschehe offenbar nachts, wenn die betroffene Person schläft. Weil es nicht möglich ist, nach auswärts zu telefonieren, fahren Jack und Teddy los, um Hilfe zu holen. Bennell zerstört die Duplikate und fährt mit Becky zur Wohnung seiner Assistentin Sally in der Hoffnung, diese sei noch nicht ausgetauscht worden. Stattdessen stößt er auf eine Versammlung der Doppelgänger, unter ihnen Beckys Vater. Bennell und Becky erkennen, dass sie niemandem mehr trauen können, und verstecken sich in Bennells Praxis.
Am nächsten Morgen beobachten sie aus dem Fenster, wie unzählige Schoten verladen und in die umliegenden Städte gebracht werden. Jack und Kauffman betreten die Praxis. Beide sind ebenfalls ersetzt worden und erklären, was geschehen ist: Die Schoten kamen als Samen aus dem Weltall und kopieren nun menschliche Körper. Die Duplikate sind gefühllos, empfinden weder Liebe noch Hass, weder Freude noch Schmerz, und ihr Denken ist konformisiert. Auch Bennell und Becky sollen ausgetauscht werden, aber ihnen gelingt die Flucht. Erschöpft verstecken sie sich in einem alten Bergwerksschacht. Bennell lässt Becky kurz allein und beobachtet eine nahegelegene Plantage, in der neue Schoten herangezüchtet werden. Als er zurückkehrt, ist auch Becky ausgetauscht worden und ruft die Verfolger herbei. Bennell rennt zum nächsten Highway und versucht vergeblich, die Richtung Los Angeles rollenden Autos anzuhalten und die Fahrer vor der Gefahr zu warnen. Er springt auf einen Laster auf und sieht entsetzt, dass dieser voller Schoten ist. Sein Warnruf „you’re next, you’re next“ („ihr seid die Nächsten“) verhallt ungehört.
Bennell beendet seinen Bericht. Dr. Hill berät sich mit dem Stationsarzt, der die Geschichte für erfunden hält. In diesem Moment wird ein Patient eingeliefert, der in einen Autounfall verwickelt war und unter riesigen Schoten gefunden wurde. Die Ärzte begreifen, was geschehen ist, und informieren die Bundespolizei.

### Der Körperaustausch
Im Weltall herumtreibende Samen fallen auf die Erde, wachsen zu Pflanzen heran und bilden große, etwa ein Meter lange Schoten. Diese öffnen sich und ein noch undefinierter, roher Körper fällt heraus, der innerhalb von einigen Stunden das Aussehen und sämtliche Eigenschaften eines sich in der unmittelbaren Nähe befindlichen Menschen annimmt. Sobald der Körper ausgereift ist, und die Vorbildperson auch nur kurz einschläft, kommt es zum Austausch. Wie dieser genau vor sich geht, und was mit dem überflüssigen Körper geschieht, wird nicht näher beschrieben. Die ausgetauschte Person hat alle Eigenschaften ihres Vorbildes, empfindet allerdings keine Gefühle mehr, ist in den außerirdischen Plan eingeweiht, und verfolgt nun das Ziel, den weiteren Körperaustausch zu unterstützen. Ausgetauschte ziehen weitere Schoten heran und legen diese in der Nähe von noch unveränderten Menschen ab.

## Hintergrund

### Literarische Vorlage
Der Film basiert auf dem Roman Die Körperfresser kommen (The Body Snatchers) von Jack Finney, der zuerst 1954 als Fortsetzungsroman im Collier’s Magazine veröffentlicht wurde. Die Dämonischen war die erste Verfilmung des Stoffes. Die bedeutendste Änderung gegenüber der Vorlage betrifft den Schluss: Daniel Mainwarings ursprüngliches Drehbuch deutet den Siegeszug der Invasoren an. Im Roman hingegen setzen die Menschen den Außerirdischen trotz scheinbar aussichtsloser Lage derart starken Widerstand entgegen, dass diese ihr Vorhaben, die Erde zu erobern, aufgeben und den Planeten verlassen. Zudem beträgt in der Vorlage die Lebensdauer der ausgetauschten Menschen oder „Pods“ (engl. Pod = Hülse) nur fünf Jahre, danach müssten die Außerirdischen einen neuen Planeten mit neuen Wirtskörpern suchen – eine entvölkerte Erde hinterlassend. Der Film erwähnt keine begrenzte Lebensdauer.

### Produktion

#### Produktionsvorbereitung und Dreharbeiten
Walter Wanger, Produzent bei dem Filmstudio Allied Artists, schlug Finneys Roman als Filmstoff vor, woraufhin Allied Artists die Rechte erwarb. Wanger verpflichtete den Regisseur Don Siegel, mit dem er zuvor den erfolgreichen Gefängnisfilm Terror in Block 11 gedreht hatte. Siegel wiederum empfahl Wanger Daniel Mainwaring als Drehbuchautor, mit dem er unter anderem bei Die rote Schlinge zusammengearbeitet hatte, nachdem Terror-in-Block-11-Autor Richard J. Collins aus Termingründen Wangers neuem Projekt absagen musste.
Die Produktionskosten, ursprünglich mit 420.000 US-Dollar ($) veranschlagt, dann auf Wirken von Allied Artists auf 350.000 $ reduziert, lagen schließlich bei knapp 385.000 $. Gemessen an den durchschnittlichen Kosten einer US-Filmproduktion, die sich 1950 bei ca. 1 Million $ bewegten, rangierte Die Dämonischen damit in der Kategorie des B-Movies. Allied Artists, aus dem Studio Monogram Pictures hervorgegangen, war in der Filmindustrie auf Billigproduktionen spezialisiert.
Die Dämonischen sollte auf Wunsch von Walter Wanger „on location“ (= am Originalschauplatz) im kalifornischen Mill Valley gedreht werden, dem Schauplatz der Romanvorlage. Dieses Vorhaben wurde aus Kostengründen nicht realisiert, gedreht wurde schließlich in knapp einem halben Dutzend Städten, die als das fiktive Santa Mira fungieren, sowie in Los Angeles und auf dem Studiogelände von Allied Artists. Ökonomische Faktoren hatten bereits bei der Besetzung den Ausschlag gegeben: Statt der von Wanger angedachten Darsteller Gig Young, Dick Powell oder Joseph Cotten in der Rolle des Miles Bennell und Anne Bancroft, Donna Reed, Kim Hunter oder Vera Miles als Becky Driscoll wurden schließlich die damals relativ unbekannten Darsteller Kevin McCarthy und Dana Wynter verpflichtet. Der Film entstand im März und April 1955, mit zusätzlichen Drehtagen im September desselben Jahres. Der Arbeitstitel lautete, analog zur Romanvorlage, zunächst The Body Snatchers, später They Came from Another World und schließlich Invasion of the Body Snatchers.
Sam Peckinpah hat eine kleine Nebenrolle. Seine in späteren Jahren wiederholt geäußerte Behauptung, ungenannt am Drehbuch mitgewirkt zu haben, zog er erst nach einer angedrohten Klage durch Drehbuchautor Daniel Mainwaring bei der Writers Guild of America zurück.

#### Bildformat
Regisseur Siegel drehte Die Dämonischen im amerikanischen Breitwand-Format (1,85:1), bei dem der Film im Normalformat (1,33:1) aufgenommen und später kaschiert projiziert wird. Allied Artists entschied sich jedoch in der Postproduktionsphase für den Vertrieb des Films im Superscope-Format, ein anamorphotisches Format, dessen Seitenverhältnis (2,0:1) den Verlust von Bildinformation am oberen und unteren Bildrand zur Folge hatte. Wanger protestierte gegen diesen Eingriff und führte unter anderem die aus dem veränderten Format resultierende Grobkörnigkeit und die Verfälschung der ursprünglichen Bildkomposition an, konnte sich aber nicht durchsetzen. – In der Bundesrepublik Deutschland wurde Die Dämonischen zwar auf Aushangplakaten im Superscope-Format angekündigt, es kursierten aber auch Filmkopien im nicht-anamorphotischen Normalformat.

#### Nachträglich hinzugefügte Szenen
Die Rahmenhandlung, in der Bennell einem Arzt von der Invasion berichtet, wurde auf Druck von Allied Artists hinzugefügt. Don Siegel bemerkt in seiner Autobiografie, Walter Wanger habe wie Siegel selbst diese Zusatzszenen abgelehnt. In einem Interview ergänzte Siegel abfällig: „Der Film wurde durch die von den Verantwortlichen bei Allied Artists hinzugefügten Eingangs- und Schlussszenen beinahe ruiniert. Mir gefallen sie nicht.“ (George Turner gibt in seinem Artikel für American Cinematographer an, auch Wanger habe einen Prolog und Epilog hinzufügen wollen, allerdings mit der Intention, dem Film einen dokumentarischen Anstrich zu geben statt einer optimistischeren Auflösung.) Diese Zusatzszenen wurden von Drehbuchautor Daniel Mainwaring geschrieben und von Siegel selbst im September 1955 gedreht. Laut Internet Movie Database wurden Prolog und Epilog bei der Wiederaufführung 1979 entfernt. Steve Biodrowski vom Magazin Cinefantastique berichtet wiederum, die an Wiederaufführungskinos und Filmklassen verliehenen Kopien enthielten diese Szenen nach wie vor, ebenso die 2005 anlässlich einer Ehrung Siegels durch die Academy of Motion Picture Arts and Sciences gezeigte Fassung.
Wenngleich die Mehrheit der Rezensenten die Wirkung des Films durch die Rahmenhandlung geschwächt sieht, beurteilen George Turner und Danny Peary diese positiv, wobei Peary durch die ergänzenden Szenen eine Umkehrung der ursprünglich intendierten Aussage des Films sieht (siehe Thematik).

### Filmstart

#### Erstaufführung
Die Dämonischen startete in den USA am 5. Februar 1956 und im selben Jahr (mit Schnittauflagen) in Großbritannien. In der BRD startete der Film, verliehen von RKO Pictures, am 24. Mai 1957, in Frankreich dagegen erst im November 1967. An den amerikanischen Kinokassen betrugen die Einnahmen in der Erstauswertung 1,2 Millionen $.

#### Deutsche Synchronfassung
Die deutsche Synchronisation änderte einige Namen der Protagonisten: Miles zu – auch deutsch ausgesprochen – Peter, Becky zu Mary und Onkel Ira zu Onkel Anton.
| Rolle            | Darsteller         | Sprecher         |
| ---------------- | ------------------ | ---------------- |
| Miles Bennell    | Kevin McCarthy     | Paul Edwin Roth  |
| Becky Driscoll   | Dana Wynter        | Margot Leonard   |
| Jack Belicec     | King Donovan       | Gerd Martienzen  |
| Dr. Dan Kauffman | Larry Gates        | Curt Ackermann   |
| Stanley Driscoll | Kenneth Patterson  | Wolf Martini     |
| Wilma Lentz      | Virginia Christine | Tilly Lauenstein |

### Thematik

#### Politische Allegorie
Seit seinem Erscheinen wurde Die Dämonischen wiederholt als politische Allegorie gedeutet, was David Wood von der BBC folgendermaßen zusammenfasst: „Man spürt förmlich die antikommunistische Paranoia der Nachkriegszeit, gleichzeitig ist man versucht, den Film als Metapher für die Tyrannei der McCarthy-Ära zu deuten.“ Danny Peary sieht Siegels und Mainwarings ursprüngliche Version, die mit dem Warnruf „ihr seid die Nächsten“ endet, gegen die McCarthy-Ära gerichtet, wogegen die Rahmenhandlung (die Einschaltung der Behörden) auf eine Verkehrung ins Gegenteil, hin zu einem antikommunistischen Standpunkt abzielt.
In der Soho Weekly News erläutert Noël Carroll die in seinen Augen antikommunistische Ausrichtung des Films: „Die pflanzliche Metapher nimmt die antikommunistische Rhetorik der ‚Ausbreitung‘ des Kommunismus beim Wort […] Es gibt eine Szene, in der die ‚Pod people‘ (etwa: Hülsenmenschen) am zentralen Platz des Ortes zusammengerufen werden, wo ein Lautsprecher die Tagesbefehle ausgibt. Dies ist die Quintessenz des Bildes vom Sozialismus, das in den fünfziger Jahren vorherrschte.“
Al LaValley dagegen deutet ebendiese Motive als Warnung vor einem heraufziehenden totalitären Amerika: „Wenn die ‚Pods‘ das beliebte Bild eines kommunistischen totalitären Staates zu verkörpern scheinen, so nur deshalb, weil die von der Regierung beherrschten, bürokratischen und konformistischen fünfziger Jahre selbst ein Amerika schufen wie das hier präsentierte Bild der Sowjetunion.“
Drehbuchautor Mainwaring vertrat eine offen linksliberale Haltung. (Die unter anderem auf ein Interview mit Joseph Losey zurückgehende Information, Mainwaring habe selbst auf der „Schwarzen Liste“ des Komitees für unamerikanische Umtriebe gestanden, wurde jedoch von Mainwarings Witwe als unzutreffend bezeichnet.) Dessen ungeachtet könne, so Brian Neve in seinem Buch Film and Politics, der im Film gezeigte „totalitäre Mob“ sowohl den Anhängern von Senator McCarthy als auch den Kommunisten zugeordnet werden. Neve stellt Die Dämonischen in eine Reihe mit Robert Aldrichs Rattennest und Orson Welles’ Im Zeichen des Bösen und konstatiert als gemeinsamen Nenner der drei Filme einen Zerfall der einstigen liberalen Hoffnungen der Autoren.
Walter Mirisch von der Produktionsfirma Allied Artists widersprach diesen politischen Deutungen: Keiner der Beteiligten, ob Produzenten, Regisseur oder Autoren, hätte etwas anderes im Sinn gehabt „als einen Thriller, schlicht und einfach“. Don Siegel äußerte sich in Interviews bezüglich seiner Intentionen konkreter: „Ich war der Meinung, dies sei eine sehr wichtige Geschichte. Ich glaube, die Welt ist von ‚Pods‘ bevölkert, und ich wollte sie zeigen. Ich glaube, viele Leute haben kein Gefühl für kulturelle Dinge, für Schmerz, für Leid. […] Der politische Bezug zu Senator McCarthy und zum Totalitarismus war unvermeidlich, aber ich versuchte ihn nicht herauszustellen. Ich finde, Spielfilme sollten primär unterhalten, und ich will nicht predigen.“ Diesen aus dem Alltag geborenen Schrecken betont auch Georg Seeßlen: „[Die] Gesellschaft der leeren Menschen lässt sich sowohl aus den sozialistischen Gesellschaften als auch aus den kapitalistischen mit ihrem System aus Fernsehen, Arbeit und Gewohnheit ableiten. […] Wirklich ist die ungeheure ‚Normalität‘ das eigentlich Entsetzende […] die spezifische Paranoia an Siegels Film [entstammt] dem Umstand, daß das Phantastische nichts weiter ist als die potenzierte Normalität.“

#### Weitere Themen
Die Bedrohung aus dem Inneren – in Gestalt von Doppelgängern, die Menschen ersetzen, oder willenlos gemachten Menschen – ist im Science-Fiction- und Horrorgenre oft anzutreffen. Eine ähnliche Situation findet sich literarisch etwa in Robert A. Heinleins The Puppet Masters (dt. Die Marionettenspieler, früher auch Weltraummollusken erobern die Erde) von 1951 oder in den Filmen Gefahr aus dem Weltall (1953, Regie: Jack Arnold), Invasion vom Mars (1953, Regie: William Cameron Menzies), Feinde aus dem Nichts (1957, Regie: Val Guest) und I Married a Monster from Outer Space (1958, Regie: Gene Fowler junior). Carlos Clarens stellt in An Illustrated History of the Horror Film einen Zusammenhang zwischen den sich häufenden Science-Fiction-Filmen über den Verlust des Menschseins und individueller Gefühle und den im Gefolge des Koreakriegs vielpublizierten Reportagen über Gehirnwäsche-Techniken her.
Die scheinbar idyllische Kleinstadt, unter deren Oberfläche seltsame Geschehnisse vonstattengehen, wurde ebenfalls in Invasion vom Mars und in den Filmen Jack Arnolds wie Gefahr aus dem Weltall thematisiert.
Es existiert eine geistige Erkrankung, das erstmals 1923 beschriebene Capgras-Syndrom, bei der die Erkrankten glauben, nahe Verwandte und Freunde seien durch Doppelgänger ausgetauscht worden. Ob Romanautor Finney, Drehbuchautor Mainwaring oder einem der anderen an dem Film Beteiligten dieses Symptom bekannt war, ist nicht belegt.

## Kritiken
Walter Wanger bemühte sich, zum Filmstart Kritiker wie Bosley Crowther von der New York Times für seine Produktion zu interessieren, doch vergebens. Die Mehrheit der Besprechungen in den USA beschränkte sich darum auf Branchenfachblätter wie Variety.
Variety urteilte wohlwollend: „Charaktere und Szenen sind scharf gezeichnet. Don Siegels straffe Regie hält ihr schnelles Tempo durch, wenngleich er in seinem Bemühen, sich im Höhepunkt zu steigern, McCarthy an vielen Stellen überagieren lässt.“ Dagegen fiel die ebenfalls nah zum Filmstart datierende Kritik des deutschen film-dienstes (abgedruckt in 6000 Filme) ausgesprochen negativ aus. „Utopischer Gruselfilm aus kranker Phantasie“, lautete das knappe Urteil.
In späteren Jahren erfuhr Die Dämonischen mehr Aufmerksamkeit seitens der Kritiker und wurde (fast) unisono als Klassiker und Meilenstein seines Genres gelobt. Laut Hahn/Jansen und Dirk Jasper verdankte der Film seine Wiederentdeckung vornehmlich europäischen (und speziell französischen) Kritikern und Cineasten.
US-Kritikerin Pauline Kael, für ihre oft vernichtenden Besprechungen bekannt, lobte den Film verhalten als „B-Picture Klassiker“ und fügte hinzu: „Dieser schlichte und unaufwändige Vertreter der Science-Fiction macht (gelinde ausgedrückt) wenig Gebrauch von den Möglichkeiten des Kinos, aber er hat eine Idee die Jedermanns Verdacht bestätigt. Menschen werden in Gemüse verwandelt – und wer kann den Unterschied nennen?“
Leonard Maltin urteilte in seinem Movie Guide: „Klassischer, einflussreicher und immer noch sehr furchterregender Science-Fiction-Film“, und Anne Bilson kam im Time Out Film Guide zum selben Ergebnis: „Ein Meisterwerk des Science-Fiction-Kinos […] spannend und furchteinflößend in jeder Hinsicht.“
Im Gegensatz dazu war die Rezension der französischen Kritiker und Filmemacher Jean-Pierre Coursodon und Bertrand Tavernier vernichtend. In 50 Ans de Cinéma Américain konstatierten sie: „Eine banale Inszenierung, die fast immer hinter den Möglichkeiten des Themas zurückbleibt, die schematisiert statt bereichert, Atmosphäre und Charaktere zugunsten purer Aktion vernachlässigt; unfähig, ein Klima des zunehmenden Unbehagens zu erzeugen, die der Verschiebung des Films vom Alltäglichen ins Phantastische zuzuschreiben ist.“
Die ebenfalls aus späteren Jahren datierenden Besprechungen aus dem deutschsprachigen Raum betonten den politischen und kulturellen Subtext des Films. Zwischenzeitlich hatte auch der film-dienst seine Ansicht deutlich revidiert, wie im Lexikon des internationalen Films nachzulesen: „Beklemmende negative Utopie. Der mit sparsamen Mitteln sorgfältig inszenierte Film vermeidet sichtbare Horror-Elemente und verläßt sich auf die Wirkung geistigen und psychischen Terrors. Zunächst von der Kritik abgelehnt, gilt die vielfach auch politisch interpretierte Produktion (McCarthy-Ära) heute als subtiler Klassiker ihres Genres und als frühes Meisterwerk Don Siegels.“
Für den Zeit-Kritiker Helmut W. Banz war Die Dämonischen 1978 „nach wie vor der beste Science-fiction-Film über das Thema der Invasion von Außerirdischen“ sowie eine „erschreckende Vision einer Welt leerer ‚Menschenhülsen‘ (Kollaborateure und Konformisten)“ und „ein eindringliches politisches Pamphlet“. Adolf Heinzlmeier und Berndt Schulz bewerteten in ihrem Lexikon ‚Filme im Fernsehen‘ den Film als „Kultfilm“ und handwerklich zwar altmodischen, aber richtungsweisenden „Science-fiction-Horrorstreifen über Krisen und Lebensängste“.

## Nachwirkung

### Auszeichnungen
Die Dämonischen wurde 1994 in das National Film Registry der als besonders erhaltenswert geltenden US-Filme aufgenommen. Zudem schaffte er es bei Umfragen auf die Bestenlisten des American Film Institute, des Time Magazine und der Chicago Film Critics Association.
Regisseur Don Siegel bezeichnete Die Dämonischen rückblickend als seinen „wahrscheinlich besten Film“. In ihrem Nachruf auf Darstellerin Dana Wynter bewertete die Tageszeitung The Guardian Die Dämonischen gleichfalls als Wynters besten Film. Dasselbe Prädikat verliehen die New York Times und die BBC dem Film in ihrer posthumen Würdigung von Hauptdarsteller Kevin McCarthy.

### Neuverfilmungen
Die Dämonischen sollte die werkgetreueste Verfilmung der Romanvorlage bleiben. Die späteren Neuverfilmungen beschränkten sich zusehends auf einzelne Motive wie die Emotionslosigkeit der ‚Pod people‘, ihre entindividualisierte Gesellschaftsform und den ‚Austausch‘ der Betroffenen im Schlaf.
1978 erschien Die Körperfresser kommen von Philip Kaufman mit Donald Sutherland in der Hauptrolle. Der Schauplatz wurde nach San Francisco verlegt, einige Namen der Protagonisten und Schlüsselszenen wurden aber beibehalten. Kevin McCarthy und Don Siegel, Hauptdarsteller und Regisseur von Die Dämonischen, hatten Cameo-Auftritte. Während Die Dämonischen noch unterschlug, was mit den ursprünglichen menschlichen Körpern geschieht, schuf das Remake in diesem Punkt Klarheit: Die Körper zerfallen zu Staub und werden von der Müllabfuhr entsorgt. Die Verfilmung von 1993 griff diese Idee wieder auf.
Von 1993 stammt Body Snatchers – Angriff der Körperfresser von Abel Ferrara. Der Großteil des Films spielt auf einem amerikanischen Militärstützpunkt. Aus der Vorlage wurden nur die Grundmotive wie der Austausch im Schlaf und das Heranwachsen der Duplikate in Schoten übernommen.
2007 erschien die Neuadaption von Oliver Hirschbiegel unter dem Titel Invasion mit Nicole Kidman und Daniel Craig in den Hauptrollen. Die Schoten, denen die menschengleichen Duplikate entschlüpfen, tauchen hier nicht mehr auf; stattdessen setzen sich die außerirdischen Sporen direkt im menschlichen Gehirn fest und lösen so die ‚Umwandlung‘ aus. Daneben entstand 2005 unter der Regie von Albert Pyun ein inoffizielles Remake unter dem Titel Invasion – Angriff der Körperfresser (OT: Infection) im Found-Footage-Stil, welcher 2007 ein Sequel unter dem Titel Körperfresser 2 – Die Rückkehr (OT: Invasion of the Pod People) nach sich zog.
Die Dämonischen wurde auch mehrfach parodiert, die bekanntesten Beispiele sind Das Geheimnis von Centreville (1983) und The Faculty (1998) sowie die Looney-Tunes-Parodie Invasion of the Bunny Snatchers (1992).

## DVD-/BD-Veröffentlichungen
- Der Film wurde 1998 als Invasion of the Body Snatchers von der Firma Republic in den USA auf DVD veröffentlicht. Diese DVD enthält den Film im Superscope-Format (2,0:1) und zusätzlich in einer 1,33:1-Fassung. Bei Letzterer handelt es sich jedoch nicht um das ursprüngliche Normalbild-Format, in dem der Film gedreht wurde, sondern um eine Pan-and-Scan-Abtastung der Superscope-Fassung, in der weitere Bildinformation verloren geht. 2002 erschien eine unveränderte Neuauflage von der Firma Artisan Entertainment.
- Éditions Montparnasse aus Frankreich veröffentlichte 2000 eine Pan-and-Scan-Fassung (1,33:1) unter dem Titel L’Invasion des profanateurs de sépulture.
- In Deutschland veröffentlichte Kinowelt Die Dämonischen 2006 auf DVD, ebenfalls im Format 2,0:1. Die DVD enthält neben der Originalsprache die alte deutsche Kinosynchronisation.
- Universal veröffentlichte 2007 in Großbritannien eine DVD, die den Film in der originalen Schwarzweiß-Version und in einer computerkolorierten Farbversion enthält.
- In Spanien veröffentlichten 2007 gleich zwei Labels, L’Atelier 13 und Suevia, den Film unter dem Titel La Invasión de los Ladrones de Cuerpos. Beide DVDs enthalten die 2,0:1-Fassung.
- 2012 veröffentlichte die US-Firma Olive Films den Film auf BD im Format 2,0:1.
- In Deutschland veröffentlichte Filmjuwelen (Alive-AG) Die Dämonischen am 23. Februar 2018 auf DVD und BD im Format 2,22:1 (4:3 Letterbox). Die DVD enthält neben der Originalsprache eine deutsche Kinosynchronisation sowie einen Trailer.